# Вторая румынская кампания (1918)
Вторая румынская кампания (рум. Participarea României în campania anului 1918) — одна из самых коротких кампаний Первой мировой войны, длившаяся два дня — 10 и 11 ноября 1918 года. Румыния воспользовалась капитуляцией Германии и захватила ряд территорий. Кампания принесла важные территориальные и материальные выгоды для Румынии, и была прелюдией к Румынско-венгерской войне, которая началась спустя уже двое суток — 13 ноября 1918 года.

## Предыстория
Первая румынская кампания закончилась победой Центральных держав, принудившей Румынию заключить Фокшанское перемирие, а после и Бухарестский договор, тем самым окончательно выйти из войны в мае 1918 года.
Но Румынии, наряду с будущими Польшей и Чехословакией, отводилась важная роль в планах Франции по созданию послевоенного барьера против Германии. В Лондоне Роберт Уильям, влиятельный публицист в Восточной Европе, посоветовал британскому правительству, чтобы союзники изменили свое отношение к сепаратному миру Румынии в интересах сохранения политического влияния в Румынии. Но на протяжении большей части 1918 года правительства союзников игнорировали этот вопрос. Население Румынии считало, что шанс воплотить национальную мечту потерян, а Союзники считали, что они освобождены от обременительных послевоенных претензий Румынии.
Но осенью 1918 года новые события вновь вывели спор о действительности договора 1916 года на передний план отношений Румынии и Антанты. Во-первых, страны Антанты к этому времени были твердо намерены развалить Австро-Венгерскую империю, что облегчало реализацию военных целей Румынии. Кроме того, французы, рассчитывали на помощь румынской армии для подавления оставшихся сил Центральных держав в юго-восточной Европе и для сотрудничества с белыми русскими силами ради последующих действий в Южной России.
29 сентября Анри Бертло, французский командующий дунайской армии, был отозван из командования на Западном фронте и направлен в Салоники, чтобы побудить Румынию к вступлению в войну. Он добился успеха, и 10 ноября Румыния вновь объявила войну Германии и мобилизовала свою армию, полагая, что она вновь стала полноправным союзником. Румынское правительство аргументировало это тем, что мирный договор с Центральными державами был навязан чрезвычайными обстоятельствами и был официально денонсирован союзными державами; он недействителен, так как никогда не был ратифицирован королём; если признать, что Румыния технически нарушила договор 1916 года, то и Антанта не смогла обеспечить обещанное наступление из Салоник в 1916 году, также Россия вышла из войны. Любая тень сомнения была уничтожена приглашением союзников вновь вступить в войну, а также официальным признанием, предложенным главами союзных государств. Румынская позиция была с энтузиазмом поддержана Анри Бертло, который писал в своей первой депеше с Дунайского фронта: «Румыния снова оказалась в войне с Германией до подписания перемирия [11 ноября]; этим фактом она полностью в рядах союзников». Союзные министры в Бухаресте также решительно поддержали эту интерпретацию, подчёркивая необходимость признания претензий Румынии из-за её политической и экономической значимости для интересов союзников, а также потому, что отказ от её претензий, по их мнению, привёл бы к «взрыву большевизма» из-за тяжёлых послевоенных условий.
Правительство Соединённых Штатов косвенно подтвердили эту позицию, заявив, что «статус Румынии такой же, как если бы договор [Бухарестский] никогда не был заключён». С другой стороны, далеко не все страны Антанты были согласны с этим. Они были готовы удовлетворить, возможно, большую часть территориальных устремлений Румынии, но, с другой стороны, игнорирование сепаратного мира Румынии привело бы их к разногласиям, поскольку это не соответствовало их представлениям о справедливости, а также противоречило обещаниям другим государствам, особенно сербским претензиям на Банат. Кроме того, это привело бы к другим трудностям, создавая шанс для допуска Румынии на мирную конференцию на равных с великими державами. Именно вокруг этих вопросов в конце 1918 года возобновились споры о действительности союзного договора с Румынией.
Хотя французы поздравили Румынию с «возвращением» в альянс, они вместе с британцами не хотели признавать, что это означает восстановление союзнического договора 1916 года. Несмотря на стремление не отговаривать Румынию публично, в частной беседе официальные лица были весьма откровенны. Липер, сотрудник отдела политической разведки, прямо заявил, что «не может быть и речи о том, чтобы договор сохранял силу», а Роберт Сесил добавил: «я надеюсь, что это не означает, что румынское правительство ожидает, что мы дадим им всё, на что они претендуют по договору 1916 года. Я считаю, что очень важно, чтобы их разуверили в подобной идее». В Париже Жорж Клемансо всё ещё сохранял враждебное отношение к Румынии, поэтому Стефан Пишон старался как можно дольше избегать этого вопроса. Он сказал румынскому министру, что «положение и юридический вопрос [роли Румынии как союзника] ещё не решён». Гайяр Лакомб, сотрудник французского министерства иностранных дел, отвечающий за румынские дела, также отрицал, что «повторное вступление Румынии в кампанию аннулировало все последствия Бухарестского договора и что союзный договор от 1916 вновь вступил в силу, а также что они являются неотъемлемой частью стран Антанты». Он считал, что необходимо учитывать не только сепаратный мир, но и румынскую аннексию Бессарабии, «которая значительно увеличила территорию Румынии, её богатства и силы», также обвинив румын в «небольшой мании величия». Тем не менее, Лакомб осознавал политическую и экономическую ценность Румынии для Франции и историческую роль последней как защитника и культурного наставника Румынии, поэтому он выступал за ограниченное возвращение Румынии в ряды союзных держав с применением некоторых пунктов договора 1916 года.

## Ход кампании

### Северный фронт
На северном фронте румынские войска оккупировали Австрийскую Буковину, войдя в Черновцы.

### Южный фронт
На утро 11 ноября, за 3 часа до заключения перемирия с Германией, румынский монитор Mihail Kogălniceanu, вместе с тридцатитонной речной торпедной лодкой Trotușul, оккупировали порт Брэила, после того, как немцы покинули город. Два румынских военных корабля захватили 77 различных немецких судов, брошенных в порту города (баржи, танкеры, буксиры, плавучие краны и моторные лодки).